# Липецкий завод гусеничных тягачей
«Ли́пецкий заво́д гусени́чных тягаче́й» (ЛЗГТ) — оборонное предприятие, расположенное в городе Липецке. Является производителем модернизированных самоходных гусеничных тягачей для зенитно-ракетных комплексов С-300В, С-300ВМ и «Антей 2500».
Как самостоятельная юридическая единица существует с 2009 года, когда производство шасси для военной техники было выделено из структуры ОАО «Липецкий трактор».

## История

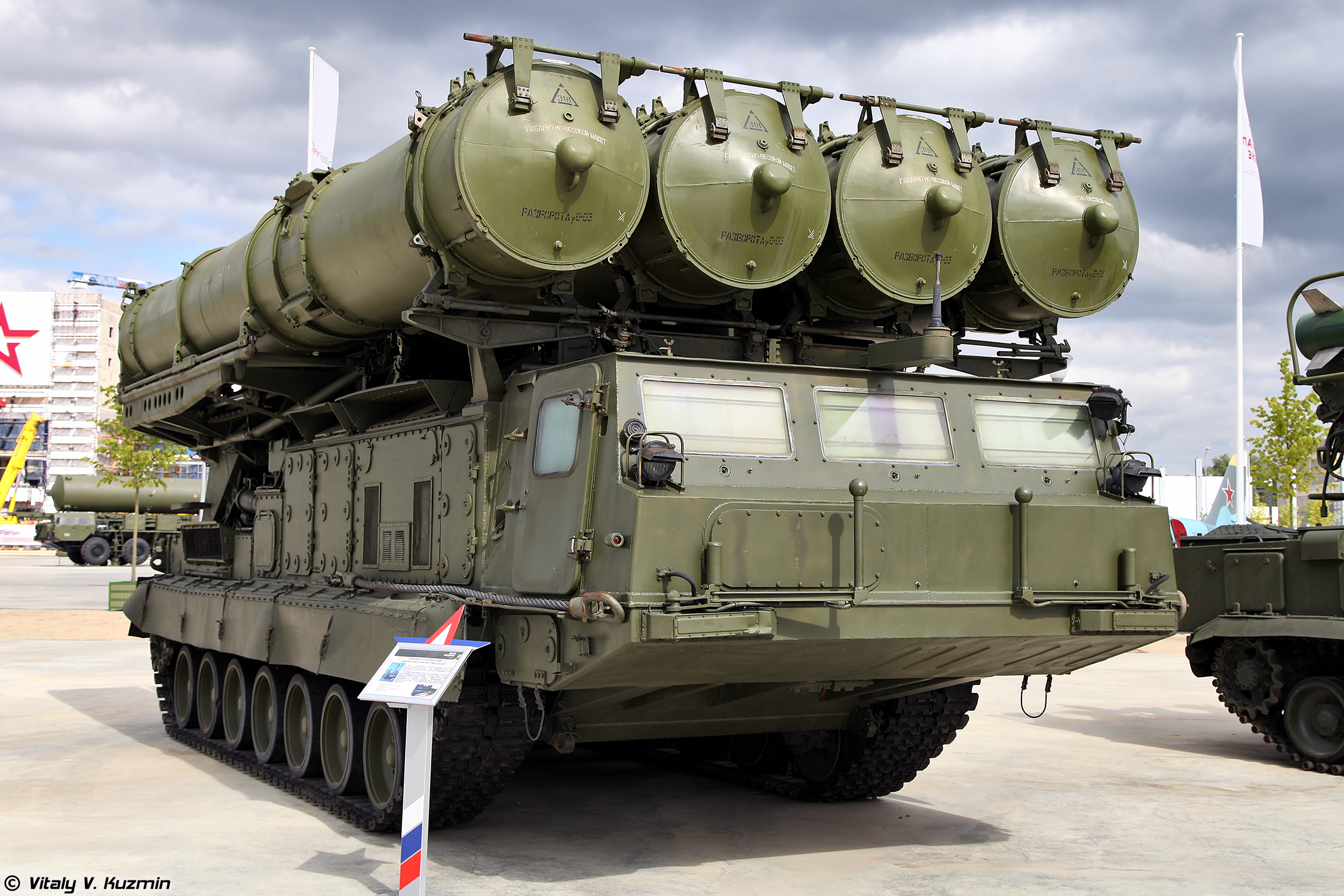
Пусковая установка 9А83 ЗРС С-300В на гусеничном шасси

История предприятия началась в 1967 году, когда на Липецком тракторном заводе было организовано спецпроизводство по выпуску военной техники — базовых шасси для зенитно-ракетных комплексов «Круг», обозначавшихся как «изделие 124». В 1985—1987 гг. производственная площадка была расширена и реконструирована, после чего завод превратился в основного поставщика гусеничных шасси для зенитно-ракетных комплексов С-300 и С-300В. В 2009 году завод выведен из состава ОАО «Липецкий трактор», в результате ЛЗГТ стал самостоятельным подразделением концерна «Тракторные заводы».
В 2018 году собственником ЛЗГТ стало ОАО «Курганмашзавод». В конце ноября того же года ЛЗГТ был признан банкротом, на заводе введено конкурсное управление сроком на полгода. После завершения конкурсного производства собственником завода  в 2021 году стало ООО «Липецкий механический завод», выкупившее имущество должника.
По состоянию на 2019 год на заводе работает около 700 человек. Завод является поставщиком и производителем наиболее сложных модификаций шасси для зенитно-ракетных систем С-300В и «Антей-2500». Обладает всеми необходимыми мощностями, технологическим оборудованием, документацией, испытательным полигоном. Основу производственной программы составляют модернизированные самоходные гусеничные шасси различных модификаций для установки радиолокационных станций, пусковых установок, станций наведения ракет и передвижных командных пунктов. Кроме того, предприятие осуществляет гарантийное и сервисное обслуживание всех видов выпускаемой техники, выполняет капитальный ремонт гусеничных шасси, изготовление и поставку запасных частей. Липецкие машины широко используются в вооруженных силах РФ, и многих других странах мира.